# HD52485
HD52485 — подвійна зоря. 
Ця подвійна система має видиму зоряну величину в смузі V приблизно 6,7.
Вона розташована на відстані близько 707,5 світлових років від Сонця.

## Подвійна зоря
Головна зоря цієї системи належить до хімічно пекулярних зір й має спектральний клас A3.
Інша компонента має  спектральний клас A9.